# Силанус
Силанус (итал. Silanus) је насеље у Италији у округу Нуоро, региону Сардинија.
Према процени из 2011. у насељу је живело 2092 становника. Насеље се налази на надморској висини од 410 м.

## Становништво
| 1931. | 1936. | 1951. | 1961. | 1971. | 1981. | 1991. | 2001. | 2011. |
| ----- | ----- | ----- | ----- | ----- | ----- | ----- | ----- | ----- |
| 2.603 | 2.709 | 2.847 | 3.027 | 2.543 | 2.571 | 2.516 | 2.394 | 2.202 |